# Huish (Torridge)
 (mai 2023).
Pour les articles homonymes, voir Huish.
Huish est un village et une paroisse civile du Devon, situé dans l'Angleterre du Sud-Ouest. 